# Произход на живота
Произходът на живота е област от познанието, която, макар и да е постоянно във фокуса на човешкия интерес, е незавършена. Напредъкът в тази област е бавен и спорадичен, като предизвиква огромен интерес поради привлекателността на изследваните въпроси. Някои факти ни дават представа за условията, при които може би се е зародил животът, но конкретният начин, по който това е станало, все още не е открит.

## История на възгледите
През IV век пр.н.е. Аристотел формулира произхода на живота като самозараждане на живата от нежива материя: бълхите и мишките се зараждали от мръсно пране и от хранителни отпадъци, червеите и мухите — от развалено месо, и т.н.; с други думи, чрез спонтанно зараждане (абиогенеза).
През XVIII век биологията започва да запълва празнините в теорията на Аристотел. Обаче едва експериментите на Пастьор през 1862 г. доказват, че една наистина стерилна среда може да си остане стерилна завинаги и че сложните организми възникват само от други сложни организми. Законът за биогенезата, основан на работата на Пастьор, е крайъгълен камък в съвременната биология.
Съвременната наука за абиогенезата се интересува от фундаментално различен въпрос — самия произход на живота от неживата материя. Пастьор доказва, че абиогенезата е невъзможен за сложни организми. Теорията на Чарлз Дарвин за еволюцията предлага механизъм, чрез който след дълги периоди от време прости форми на живот могат да се развият до сложни организми. Еволюционната теория обаче не разкрива първоначалната искра, от която може да са се породили най-простите организми. Дарвин е бил наясно с проблема. В писмо до Джоузеф Далтън Хукър на 1 февруари 1871 г. той прави предположението, че животът може да е започнал в „топла малка локва, с всички видове амониеви и фосфорни соли, светлина, топлина, електричество в наличност, така че химически да се формира белтъчна структура, готова за по-сложни промени.“ По-нататък обяснява: „В наши дни подобна материя би била незабавно погълната или усвоена, което нямаше да е така преди да са били формирани живи същества“. С други думи, съществуването на живот възпрепятства спонтанното зараждане на прости органични съставки.

## Актуални модели за възникване на живота
Няма общоприет модел на произхода на живота.

### Биохимична еволюция
Повечето възприемани днес модели се изграждат по един или друг начин върху няколко открития, касаещи произхода на молекулярни и клетъчни компоненти, изброени според  приблизителната си важност:
1. Подходящи предбиотични (предшестващи живота) състояния създават условия за възникване на някои основни малки молекули (мономери), например аминокиселините. Явлението е демонстрирано в лабораторни условия при експеримент, проведен от Стенли Милър и Харолд Юри през 1953 г.
2. Фосфолипиди (с подходяща дължина) могат да сформират спонтанно липидни двойни слоеве — един от двата основни компонента на клетъчната мембрана.
3. Хипотеза за РНК-свят: полимеризацията на нуклеотиди в случайни РНК молекули може да доведе до възникването на самовъзпроизвеждащи се рибозими (рибозоми и рибозими са различни неща).
4. Естественият подбор води до по-добра каталитична ефикасност и разнообразие, вследствие на което се появяват рибозоми, които катализират пептилтрансфераза. Така се формират малки белтъци, понеже олигопептидите се допълват с РНК, за да формират по-добър катализатор. По този начин се ражда първият рибозом и синтезът на белтъци става преобладаващ.
5. Белтъците имат по-добра каталитична способност от рибизомите и стават доминиращия биполимер. Нуклеиновите киселини остават ограничени предимно за геномна употреба.

Произходът на основните биомолекули, макар да не е твърдо установен, е по-малко спорен от важността и реда на стъпки 2 и 3. Основните неорганични субстрати, от които се е формирал животът, са метанът (CH4), амонякът (NH3), водата (H2O), сероводородът (H2S), въглеродният диоксид (CO2) и фосфатите (PO43-). Към 2006 г. все още никой не е успял, използвайки тези основни компоненти, да синтезира „протоклетка“ с необходимите свойства на живота. Някои учени, като Джек Шостак (Jack W. Szostak) от Харвард, работят по схемата „отдолу нагоре“. Други твърдят, че подходът „отгоре надолу“ би бил по-лесен; такъв е подходът на Крейг Вентер (Craig Venter) и ръководения от него Институт за изследване на геномите (The Institute for Genomic Research), включващ инженеринга на съществуващи прокариотни клетки с все по-малкък брой гени. Опитите целят да се установи в коя точка се достигат минималните изисквания за съществуване на живот. Биологът Джон Дезмънд Бернал, дефинирайки термина абиогенеза за този процес, предлага няколко ясно различими етапа в обяснението на произхода на живота.
Етап 1: Произход на биологичните мономери

Етап 2: Произход на биологичните полимери

Етап 3: Еволюция от молекули към клетки.
Бернал предполага, че Дарвиновата еволюция може да е започнала рано, някъде между етапи 1 и 2.

### Подходящи геологични среди
Преди 3,5 милиарда години Земята не е имала сегашния си вид. В първичния океан е имало острови с вулканична активност. Първите строматолити (варовикови образувания от дейността на микроорганизми) са открити в скали в Австралия.  Строматолитите са получени в резултат на реакции между хидрокарбонатни и калциеви йони.  През 2015 г. Дамер (Damer) и Деамер (Deamer) покзават, че клетъчната мембрана не може да формира в солена морска вода. Преди да се формират континентите е имало вулканични острови с дъждовна вода.  
Нобеловият лауреат Джак Шостак предполага, че геотермалната активност дава по големи шансове за зараждане на живота в открити езера, където има натрупване на минерали. През 2010 г. Игнат Игнатов показва възможност за зараждане на живота в гореща минерална вода  Български екип Игнатов, Попова и съавтори прави изследвания основно в Рупите като се изследва рода Hydrogenobacter за усвояване на водород от бактерия . Екип на Маргарита Камбурова показва специфична бактерия Anoxybacillus rupiences sp. Nov. a novel thermophylic bacterium, която единствено се намира в горещите минерални води на Рупите .

### Дълбоководни хидротермални отвори
Мартин (Martin) и Ръсел (Russel) предполагат, че „животът се е развил в структурирани утайки от железен моносулфид в хидротермални отвори на дъното на Хадейския океан. Хидротермалната течност е богата и на сулфиди. 

### Панспермия
Панспермията е хипотеза за появата на живот на Земята в резултат на преноса от други планети на „зародиши на живота“. Според панспермията разпръснати в пространството „зародиши на живота“ (например спори на микроорганизми) се пренасят от едно небесно тяло на друго чрез метеорити или под натиска на светлината. След откриването на космическите лъчи и действието на радиацията върху биологични обекти теорията губи значителни позиции. При мисиите на „Аполо“ са намерени живи земни микроорганизми върху оставените на Луната сонди и интересът към панспермията започва да се възвръща. Получените през 2006 г. резултати от изследването на вещество от комета (мисията „Дийп импакт“) неопровержимо доказват наличието на вода и прости органични съединения. Това сочи кометите като един от възможните начини за пренасяне на живота из Вселената.
Първото известно споменаване на панспермията е в писанията на гръцкия философ от V век пр.н.е. Анаксагор от Клазомен, но идеята остава в сянка, докато през XIX век е съживена от няколко учени, най-вече от Херман фон Хелмхолц през 1879 и Сванте Арениус през 1903 г. Все още няма достатъчно силно доказателство, което да потвърди или обори тази теория. Фред Хойл (1915 – 2001) и Чандра Викрамасингх са едни от най-големите поддръжници на хипотезата, че и в наши дни форми на живот продължават да навлизат в земната атмосфера и може би са отговорни за внезапните епидемии, нови заболявания и генетични новости, така нужни за макроеволюцията.

### Креационизъм
Креационизмът (от англ. creation — сътворение) е философско-методологична концепция, в чиито рамки цялото многообразие на органичния свят човечеството, планетата Земя и светът като цяло се разглеждат като целенасочено създадени от свръхестествени същества, включително божества. Неговият вариант (т.нар. научен креационизъм) си служи с методи, определяни като научни от поддръжниците на тази теория.

### Теория за стационарното състояние
Според тази теория Земята никога не е възниквала, а е съществувала вечно, което противоречи на съвременната наука за възникването и промените на вселената. Винаги е била способна да поддържа живот и дори и да се е изменяла промените са били незначителни. Съгласно теорията видовете никога не са възниквали, а също са съществували вечно, като за всеки вид съществуват две възможности – или да се увеличи числено, или да изчезне. Това се доказва с глобалните промени, които настъпват във вселената. Но тяхното вечно съществуване (видовете) което е било, не може да е било материя, защото материята се разпада и унищожава!
По съвременни оценки, основани на скоростта на разпад на радиоактивните елементи, възрастта на Земята е 4,6 милиарда години. По-съвременните методи на датиране дават все по-високи оценки за възрастта на планетата, което позволява на защитниците на стационарното състояние да приемат, че Земята е съществувала вечно.
Защитниците на теорията не признават, че наличието или отсъствието на определени изкопаеми останки указва времето на появяване или изчезване на даден вид и като доказателство привеждат ръкоперите риби – латимерии (целокант). Според палеонтоложките данни ръкоперките са измрели в края на креда. Това заключение трябваше да бъде преразгледано, когато в района на Мадагаскар биват уловени живи екземпляри. Според тази теория само чрез сравняване на живи видове и сравняването им с изкопаеми останки може да се направи извод за тяхното измиране и в този случай заключението е най-вероятно погрешно. Използвайки палеонтоложки данни за потвърждение на теорията, защитниците и интерпретират появяването на изкопаеми останки в екологичен аспект. Например внезапната поява на някакъв изкопаем вид в определен пласт те обясняват с увеличаването на неговата численост или придвижването му в места, които благоприятстват оцеляването на поколението.